# خورخي تابيا
خورخي تابيا هو لاعب كرة قدم إكوادوري، ولد في 10 أبريل 1949.